# .shop
.shopは、インターネットのDNSにおけるトップレベルドメインである。Google、Amazon、Famous Four Mediaを含む9社が、2012年ICANNの新しいgTLDアプリケーションラウンドで.shopに申請。GMOレジストリは、2016年1月28日にICANN公開オークションに4150万1000ドルで.shopの運営権利を落札。2016年にICANNとGMOドメインレジストリは、GMOドメインレジストリが.shopを運営するためのレジストリ契約を締結した。
また、一般登録開始の2016年9月27日にはすでに10万件を超えていた。

## 歴史
shopのトップレベルドメインのアイデアはIAHCに登録しようとする試みが行われた少なくとも1999年以来存在していた。その提案された使用法は、インターネット上でeコマース専用のスペースを提供するという現在の取り組みに似ている。2000年、Commercial Connect, LLCはICANNから.shopレジストリの運営を要求した。
2000年からのコマーシャルコネクトのアプリケーションは好評だったが、他のドメインが優先された。日本のGMOレジストリは2009年後半にトップレベルのドメイン名スペースにも関心を示したが、コマーシャルコネクトは代表団を達成するための事前措置を講じた最たる既得権者だった。2011年、コマーシャルコネクトはeコマース企業の支援を受けていると報告され、完成した申請は2010年6月時点で最終承認を待っている。この支援をさらに進めるために、リチャード・E.全米小売連盟の最後とshop.orgは2011年後半に取締役会に加わった。2012年初頭に次の申請プロセスが開始されたとき、コマーシャルコネクトの創設者ジェフリー・スミスは、彼の.shopを「より安全で安定した直感的な」インターネットを作るために設計された「一般市民と特定の使用の間のハイブリッド」と説明した。彼は、このドメインをオンライン販売を使用するサイトを簡単に示す方法と見なし、アプリケーションはクレジットカード取引を使用して製品を販売するエンティティによって定義されたコミュニティによってサポートされている。
2012年5月、Google、Amazon、Famous Four Mediaを含む9人の応募者がICANNに.shopレジストリの運営を申請した。コマーシャルコネクトは、ICANNの2000年の新TLDラウンドで.shop文字列にも応募した唯一の応募者だった。拡張子.shopping、.store、.buy、およびラテン語以外の言語で同様の意味を持つ名前のアプリケーションも受信され、ICANNはユーザーを混乱させる拡張機能を作成しないことを示した。このいわゆる「文字列の類似性」は、新しいgTLDプロセスにおける未解決の問題であり、紛争解決を補完するためのものである。
2016年1月、GMOレジストリは4150万米ドルの落札で勝利した。